# Skyttea
Skyttea är ett släkte av svampar som beskrevs av Sherwood, D.Hawksw. och Brian John Coppins. Skyttea ingår i ordningen disksvampar, klassen Leotiomycetes, divisionen sporsäcksvampar och riket svampar.
Kladogram enligt Dyntaxa:
| Skyttea | \| \| Skyttea gregaria \| \| \| \| |
|         | \| \| Skyttea gregaria \| \| \| \| |
|         | Ascocorticiaceae                   |
|         |                                    |
|         | Bulgariaceae                       |
|         |                                    |
|         | Dermateaceae                       |
|         |                                    |
|         | Helotiaceae                        |
|         |                                    |
|         | Helotiales, genera incertae sedis  |
|         |                                    |
|         | Hemiphacidiaceae                   |
|         |                                    |
|         | Hyaloscyphaceae                    |
|         |                                    |
|         | Leotiaceae                         |
|         |                                    |
|         | Loramycetaceae                     |
|         |                                    |
|         | Phacidiaceae                       |
|         |                                    |
|         | Rutstroemiaceae                    |
|         |                                    |
|         | Sclerotiniaceae                    |
|         |                                    |
|         | Vibrisseaceae                      |
|         |                                    |
|         | Skyttea gregaria                   |
|         |                                    |

|  | Skyttea gregaria |
|  |                  |